# إدوارد فالنتينوفيتش بوريسوف
إدوارد فالنتينوفيتش بوريسوف (بالروسية: Борисов, Эдуард Валентинович)‏ (مواليد 3 فبراير 1934) هو ملاكم روسي، مثّل بلاده في الألعاب الأولمبية الصيفية 1956.

## روابط خارجية
إدوارد فالنتينوفيتش بوريسوف على موقع أوليمبيديا (الإنجليزية)